# Atelopus lynchi
Atelopus lynchi é uma espécie de sapo da família Bufonidae. Ele é endêmico no Equador. Seu habitat natural são as florestas úmidas montanhosas e das terras baixas, em áreas tropicais e subtropicais, e rios. Está ameaçado pela perda do seu habitat.